# حمام جارچی
حمام جارچی مربوط به دوره صفوی است و در اصفهان، خیابان حکیم، بازار باغ قلندرها واقع شده و این اثر در تاریخ ۲۴ اسفند ۱۳۸۳ با شمارهٔ ثبت ۱۱۵۴۵ به‌عنوان یکی از آثار ملی ایران به ثبت رسیده است.